# Paolo Bailetti
Paolo Bailetti (Somma Lombardo, Italia, 15 de julio de 1980) es un ciclista italiano.
Debutó como profesional el año 2005 con el equipo italiano Androni Giocattoli-3C Casalinghi.
Su mejor actuación como profesional fue la segunda plaza en una etapa del Brixia Tour de 2007, solamente superado por Davide Rebellin.

## Palmarés
2004
- Ruota d'Oro

## Resultados en Grandes Vueltas
| Carrera | Carrera         | 2005 | 2006 | 2007 | 2008 | 2009 | 2010 | 2011 | 2012 |
| ------- | --------------- | ---- | ---- | ---- | ---- | ---- | ---- | ---- | ---- |
|         | Giro de Italia  | —    | —    | —    | 88.º | —    | —    | —    | —    |
|         | Tour de Francia | —    | —    | —    | —    | —    | —    | —    | —    |
|         | Vuelta a España | —    | —    | —    | —    | —    | —    | —    | —    |

—: no participa
Ab.: abandono

## Equipos
- Androni Giocattoli-3C Casalinghi (2005-2006)
- LPR (2007-2008)
  - Team LPR (2007)
  - LPR Brakes-Ballan (2008)
- Fuji-Servetto (2009)
- Ceramica Flaminia (2010)
- De Rosa/Utensilnord Named (2011-2012)
  - De Rosa-Ceramica Flaminia (2011)
  - Utensilnord Named (2012)